# Ophichthus altipennis
Ophichthus altipennis is een  straalvinnige vissensoort uit de familie van slangalen (Ophichthidae). De wetenschappelijke naam van de soort is voor het eerst geldig gepubliceerd in 1856 door Johann Jakob Kaup.
De soort staat op de Rode Lijst van de IUCN als niet bedreigd, beoordelingsjaar 2009.